# Luigi Poggi
Luigi Poggi, (Plasencia, Italia, 25 de noviembre de 1917 – Roma, 4 de mayo de 2010), fue un cardenal italiano de la Iglesia católica.

## Biografía
El cardenal Poggi fue archivero y bibliotecario emérito de la Iglesia Romana. Realizó sus estudios eclesiásticos en el Colegio "Alberoni" en Plasencia, y fue ordenado sacerdote el 28 de julio de 1940.
Después de haber desempeñado durante unos meses el ministerio sacerdotal como coadjutor en la parroquia de San Francisco, en Plasencia, fue enviado a Roma en el mes de julio de 1944 y se graduó en utroque jure (derecho civil y canónico).
En Roma desempeñó su ministerio los días festivos en la parroquia de los Santos Fabián y Venancio y luego, durante otros dos años, en la iglesia Valcannuta en el Pontificio Colegio Brasileño.
En el período 1944-1946 realizó los cursos de formación diplomática en la Academia Pontificia Eclesiástica. Durante esos años ejerció su ministerio en la parroquia de San Salvatore en Lauro, y después, en el "Collegium Tarsicio" erigido en la iglesia de Santa Lucía, en Via Monte Brianza.
En 1945 comenzó a trabajar en la Sección Primera de la Secretaría de Estado (la actual Sala Segunda - Relaciones con los Estados). De 1947 a 1950 se ocupó de la atención espiritual de los presos de la prisión romana de "Regina Coeli".
En la primavera de 1963, realizó una misión con el Gobierno de la República de Túnez y se iniciaron las negociaciones para llegar a un modus vivendi entre la Santa Sede y el gobierno de Túnez sobre la situación jurídica de la Iglesia católica en Túnez. El "modus vivendi" se firmó en la primavera de 1964.
El 3 de abril de 1965 fue nombrado arzobispo titular de Forontoniana (el 9 de mayo del mismo año fue ordenado obispo) y Delegado Apostólico de África Central (Camerún, Chad, Congo-Brazzaville, Gabón y República Centroafricana), con sede en Yaundé. En los años siguientes se establecieron relaciones diplomáticas entre la Santa Sede y el Camerún, Gabón y la República Centroafricana.
En mayo de 1969 fue nombrado Nuncio apostólico en el Perú, donde permaneció hasta agosto de 1973, cuando regresó a Roma con el título de nuncio apostólico con tareas especiales y con la misión de tener contacto con los gobiernos de Polonia, Hungría, Checoslovaquia, Rumania y Bulgaria para mejorar la situación de la Iglesia católica en dichos países.
En julio de 1974 se institucionalizan las relaciones entre la Santa Sede y el gobierno polaco y el arzobispo Luigi Poggi fue nombrado Jefe de la Delegación de la Santa Sede para contactos de trabajo permanentes con el Gobierno de Polonia.
El 19 de abril de 1986 fue nombrado Nuncio apostólico en Italia. Por decisión del papa, desde esa fecha también la Nunciatura Apostólica en Italia se ocupó -al igual que otras representaciones pontificias- de estudiar la preparación de procesos de información sobre posibles candidatos a la dignidad episcopal y propuestas relativas a las sedes episcopales en Italia. Del mismo modo, se asignaron al Nuncio apostólico de Roma las propuestas de erección, unión o modificación de los límites de las diócesis italianas.
En mayo de 1990 y después en julio, celebró, respectivamente, sus veinticinco años de episcopado y su quincuagésimo aniversario de sacerdocio.
El 9 de abril de 1992 Juan Pablo II lo designó Pro-Archivero y Pro-Bibliotecario de la Santa Iglesia Romana.
Juan Pablo II lo nombró Cardenal en el Consistorio del 26 de noviembre de 1994, con el título de San Lorenzo en Minerva (antes diaconado de Santa María Domenica).
El 29 de noviembre de 1994 fue nombrado Archivero y Bibliotecario de la Santa Iglesia Romana, permaneciendo en el cargo hasta marzo de 1998.
Falleció en Roma, a los 92 años de edad, el 4 de mayo de 2010. Tras el funeral celebrado el 7 de mayo oficiado por Angelo Sodano y el papa Benedicto XVI, su cuerpo fue trasladado a Piacenza siendo enterrado en la Basílica de San Antonino.